# Études supérieures à Lyon

Lyon est, après Paris (654 455 étudiants), la deuxième ville de France pour les études supérieures et pour le nombre d'étudiants, avec plus de 155 440 étudiants.

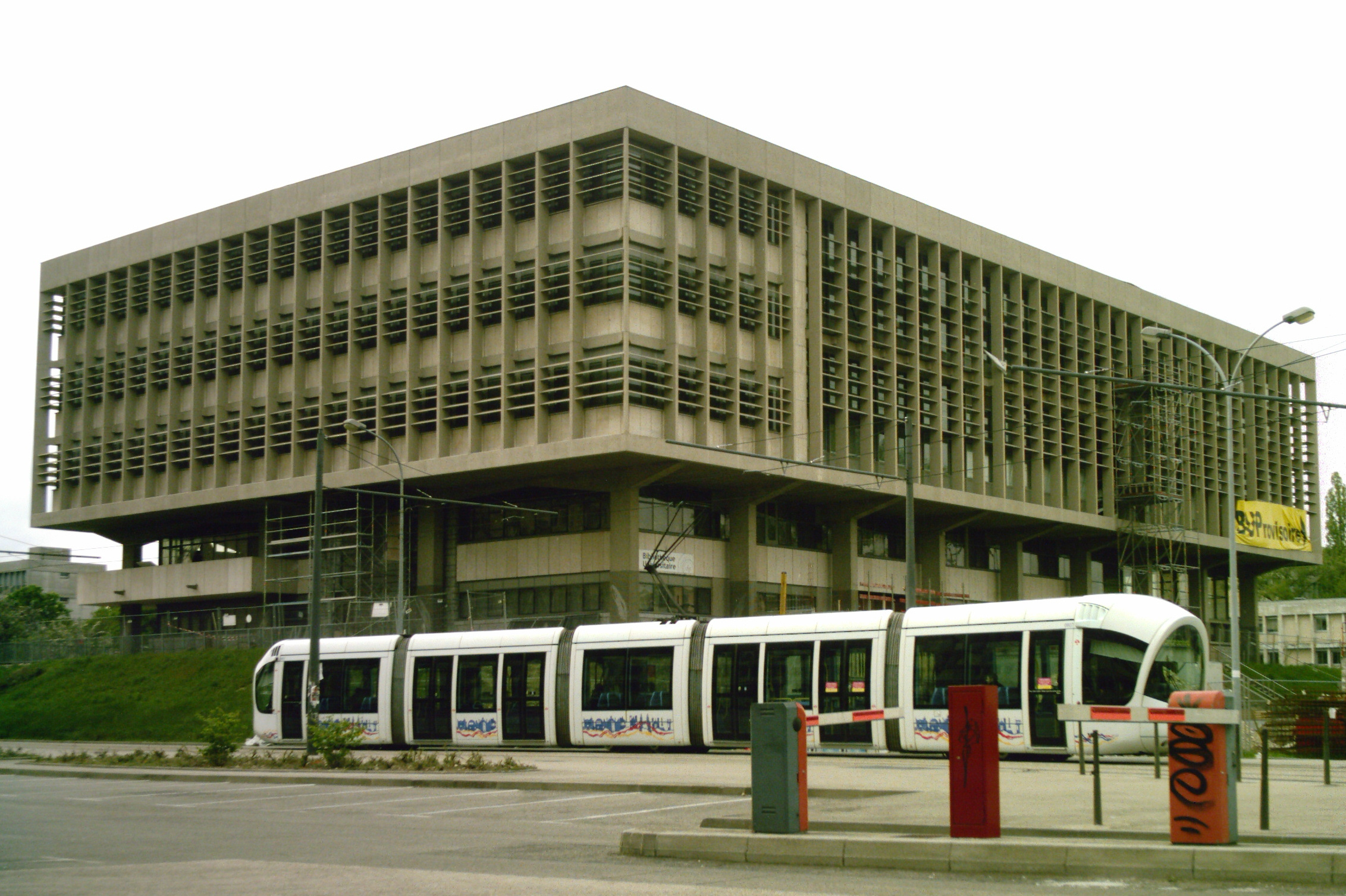
Bibliothèque universitaire de La Doua

## Universités

### Université Claude Bernard Lyon 1(UCBL)
- environ 40 000 étudiants en 2014
- Sciences et santé (Rockefeller, dans le 8e arr.)
- Campus : la Doua à Villeurbanne, Grange Blanche (3e arr.) et Gerland (7e arr.)

#### École supérieure du professorat et de l'éducationintégrée à Lyon 1
- environ 4 400 étudiants
- situées à la Croix-Rousse de Lyon, Villeurbanne, Saint-Étienne et Bourg-en-Bresse[2].
- Trois masters enseignement
  - MESFC : professeurs des écoles,
  - EDSE : Enseignement des Sciences expérimentales,
  - IFETP Ingénierie des Formations : CPE, PLP, Formateurs[3].

#### Institut universitaire de technologie(IUT) intégré à Lyon 1
- situés à Bourg-en-Bresse, Gratte-ciel à Villeurbanne et sur le campus de la Doua[4].

### Université Lumière Lyon 2
- Environ 30 000 étudiants
- Droit, science politique, économie et gestion, lettres, langues, sciences humaines, informatique, information et communication, statistiques, histoire-géographie, urbanisme, sociologie, psychologie, histoire de l'art, musicologie.
- Situé sur les quais du Rhône (7e arr.), et sur le campus de Porte des Alpes à Bron-Parilly

### Université Lyon III Jean Moulin
- Environ 30 000 étudiants[5].
- Droit, économie, sciences politiques et relations internationales, affaires, langues et lettres, histoire, géographie et aménagement, information et communication, philosophie.
- Située sur les quais de Rhône (Lyon 7e), à la Manufacture des tabacs (Lyon 8e) et à la Charité (Bourg-en-Bresse).

### Université catholique de Lyon(UCLy)
- 10 000 étudiants dont 2 100 étrangers,
- 5 facultés : Théologie, Philosophie et Sciences Humaines, Lettres et langues, Droit, sciences économiques et sociales, Sciences,
- 5 écoles supérieures : ESDES, École supérieure de traduction et relations internationales (ESTRI), École Supérieure de Biologie Biochimie Biotechnologies (ESTBB), IFTLM, ESQESE,
- 2 campus : le Campus Saint-Paul situé place des archives et le Campus Carnot situé place Carnot (Lyon 2e).

## Établissements d'enseignement supérieur
- Sciences Po Lyon. Environ 1 300 étudiants, Centre Berthelot (Lyon 7e).
- Institut Bioforce. Environ 250 étudiants, située à Vénissieux.

- Conservatoire national supérieur musique et danse de Lyon (CNSMD de Lyon, 9e) 650 étudiants
- Centre de formation des journalistes (CFJ, campus de Lyon), composante de l'université Paris-Panthéon-Assas. Situé dans les locaux du Progrès (Lyon 2e).
- Institut supérieur de communication et de publicité de Lyon (ISCOM de Lyon )
- École normale supérieure de Lyon. Environ 2 000 étudiants, située à Gerland (Lyon 7e)
- École centrale de Lyon (ECL). Environ 1 200 étudiants (élèves ingénieurs centraliens et thésards), située à Écully.
- École catholique des arts et métiers (ECAM). Environ 700 élèves-ingénieurs.
- École supérieure chimie physique électronique de Lyon CPE. Environ 900 élèves-ingénieurs, située sur le campus de la Doua, à Villeurbanne
- École de management de Lyon (EM Lyon). Environ 1 600 étudiants, située à Écully
- École européenne de management en alternance (ECEMA) École supérieure de commerce et de management située à Lyon 7e. 250 étudiants environ.
- École supérieure de commerce et développement (ESCD 3A). 850 étudiants, située à l'UPIL (Lyon 9e)
- ESDES, École supérieure de commerce et de management. Environ 1 200 étudiants, située Place Carnot (Lyon 2e).
- ESCE, École Supérieure du Commerce Extérieur. Environ 200 étudiants, située dans les locaux de l'Université Jean Moulin Lyon 3, à Sans-Souci
- École de commerce européenne (ECE Lyon). École post-bac du groupe INSEEC. Environ 700 étudiants, située à Croix paquet (Lyon 1e)
- École MADE iN Sainte Marie (anciennement Institut Marc Perrot). Pôle d’enseignement supérieur de Sainte-Marie Lyon (« les maristes ») située sur la colline de Fourvière (Lyon 5e)
- École nationale supérieure des sciences de l'information et des bibliothèques (Enssib) située sur le campus de la Doua, à Villeurbanne.
- École nationale vétérinaire de Lyon. Environ 500 étudiants, située à Marcy-l'Étoile
- Institut supérieur de la communication, de la presse et de l'audiovisuel (ISCPA) de Lyon, Filière Journalisme et Filière Communication.
- École nationale des travaux publics de l'État (ENTPE). Environ 450 élèves ingénieurs, située à Vaulx-en-Velin.
- École nationale supérieure d'architecture de Lyon (ENSAL). Située à Vaulx-en-Velin.
- E-artsup Institut
- École des avocats de la région Rhône-Alpes (EDARA)
- École pour l'informatique et les nouvelles technologies (EPITECH).
- École privée des sciences informatiques (EPSI)
- ESME-Sudria. Environ 1500 élèves-ingénieurs
- Foucauld Sup', Ensemble Scolaire Charles de Foucauld, BTS Commerce International, BTS Comptabilité-Gestion, Bachelor Affaires Internationales - Spécialité Grand Export, Bachelor Audit-Finance, situé 6 rue Bara (Lyon 3e).
- Institut national des sciences appliquées (INSA). Environ 5 000 étudiants, situé sur le campus de la Doua, à Villeurbanne.
- Institut polytechnique de Lyon.
- Institut régional d'administration (IRA). Situé à Villeurbanne.
- École de santé des armées (ESA). formation des futurs professionnels de santé des armées par un cursus mixte : civil (formation classique par Université Lyon 1) et militaire (dans le cadre de l'école).
- Institut supérieur d'agriculture et d’agroalimentaire Rhône-Alpes (ISARA). Environ 600 élèves-ingénieurs, situé dans le quartier de Gerland (Lyon 7e) au sein du pôle AGRAPOLE.
- Institut supérieur de la communication, de la presse et de l'audiovisuel de Lyon (ISCPA Lyon). Situé dans le quartier Gorge de Loup (Lyon 9e) au sein du campus René Cassin.
- Institut textile et chimique de Lyon (ITECH Lyon)
- Institut polytechnique des sciences avancées (IPSA Lyon), formation d’ingénieurs en aéronautique.
- Institut des sciences et techniques de l'ingénieur de Lyon (ISTIL), environ 300 étudiants, situé sur le Campus de la Doua, à Villeurbanne. École d'Ingénieur de l'Université Lyon 1 Claude Bernard.
- École nationale des beaux-arts de Lyon.
- École nationale supérieure de la police (ENSP) à Saint-Cyr-au-Mont-d'Or. Formation des commissaires de police.
- Institut commercial lyonnais (ICL); école supérieure de commerce en alternance située dans l'Université Professionnelle Internationale René Cassin (UPI/UPIL) à Lyon.
- Sup de Pub Lyon, École de communication, qui forme aux métiers de la publicité, du digital, de l'événementiel et du marketing.
- Université partagée Lyon Zéro, basée sur le libre échange des connaissances et l'autonomie des participants ; créée en 2009.

## Université de Lyon
L'Université de Lyon, anciennement dénommée Pôle universitaire de Lyon (PUL), créée en 1995, rassemble 16 établissements d’enseignement supérieur.
Elle a pour objectif de promouvoir l’Université de Lyon, tant sur le plan local qu’international. Elle initie et met en œuvre des projets mutualisés dans les domaines suivants :
- Favoriser l'ouverture, la politique d'accueil et le rayonnement international de l'Université de Lyon.
- Rendre plus lisible le potentiel de recherche lyonnais, valoriser et insérer ses réalisations dans le développement économique local (voir le site Annuaire des entreprises et des laboratoires - Contacts pour innover)
- Favoriser l’insertion des étudiants dans la vie lyonnaise par une information et des services de qualité.
- Développer la culture scientifique, technique et industrielle et la communication associée.
- Accompagner le développement des nouvelles technologies pour l'enseignement.

- Chiffres-clés
  - 110 000 étudiants dans le PUL (sur 120 000 à Lyon) dont 15 000 en 3e cycle et 12 500 étudiants étrangers
  - 9 500 personnels permanents dont 5 500 étudiants-chercheurs et enseignants
  - 510 laboratoires
  - 800 thèses soutenues chaque année

## Autres formations
Plusieurs lycées ont des classes préparatoires aux grandes écoles :
- Lycée Ampère
- Lycée Aux Lazaristes
- Lycée Institution des Chartreux
- Lycée Sainte Marie Lyon (Les Maristes)
- Lycée Édouard Branly
- Lycée Édouard Herriot
- Lycée Jacques Brel (Vénissieux)
- Lycée La Martinière Monplaisir
- Lycée du Parc
- Lycée de Saint-Just
- Lycée Jean-Perrin (Saint-Rambert 9e)
- Lycée Saint-Marc
- Lycée Notre Dame des Minimes
- Lycée Juliette-Récamier

Certains lycées ont également des sections de techniciens supérieurs.

## Les masters disponibles à Lyon
136 masters différents peuvent être effectués dans l'agglomération de Lyon, tous organismes de formation confondus.